# Basiliximab
Basiliximab ist ein  chimärer monoklonaler Antikörper gegen den Interleukin-2-Rezeptor (CD25), der therapeutisch zur Prävention akuter Abstoßungsreaktionen nach Nieren- und Lebertransplantationen eingesetzt wird.

## Klinische Angaben

### Anwendungsgebiete (Indikationen)
Basiliximab wird bei Erwachsenen und Kindern in Kombination mit Ciclosporin und Corticosteroiden zur Krankheitsprävention der akuten Transplantatabstoßung nach Nierentransplantationen angewandt. Bei Erwachsenen kann er auch als Teil einer immunsuppressiven Dauerbehandlung in Kombination mit Ciclosporin, Corticosteroiden und Azathioprin oder Mycophenolatmofetil eingesetzt werden.
Zurzeit werden klinische Studien zur Behandlung von Colitis ulcerosa mit Basiliximab durchgeführt, für diese Indikation liegt jedoch derzeit keine Zulassung vor.

### Dosierung, Art und Dauer der Anwendung
Sobald sichergestellt ist, dass der Patient das Transplantat erhält, werden bei Erwachsenen zwei Stunden vor der Transplantation 20 mg Basiliximab intravenös gegeben. Vier Tage nach der Transplantation folgt eine weitere Dosis von 20 mg.

### Gegenanzeigen (Kontraindikationen)
Basiliximab darf weder bei bekannter Überempfindlichkeit gegen den Antikörper noch während der Schwangerschaft und Stillzeit eingesetzt werden.

### Unerwünschte Wirkungen (Nebenwirkungen)
Basiliximab führt zu einer Vielzahl von Nebenwirkungen; neben sehr häufigen wie beispielsweise Schmerzen oder Übelkeit werden, wenn auch selten, Überempfindlichkeitsreaktionen beobachtet, die einen schweren Verlauf nehmen können. Deshalb darf der Einsatz des Antikörpers nur in Kliniken erfolgen, die in der Lage sind, solche Überempfindlichkeitsreaktionen zu behandeln. Eine erhöhte Zahl von Infektionserkrankungen oder maligner Erkrankungen wurde nicht beobachtet.

## Pharmakologische Eigenschaften

### Wirkungsmechanismus (Pharmakodynamik)
Basiliximab bindet und blockiert den Interleukin-2-Rezeptor (CD25) auf der Oberfläche aktivierter T-Lymphozyten. Dadurch wird das Signal zur T-Zell-Proliferation unterbrochen und die Immunreaktion gegen das Transplantat abgeschwächt. In klinischen Studien an insgesamt 590 Patienten konnte gezeigt werden, dass die Ergänzung einer immunsuppressiven Standardbehandlung durch Basiliximab zu einer reduzierten Zahl von akuten Transplantatabstoßungen führt. Ein anderer Arzneistoff mit demselben Wirkungsmechanismus ist der humanisierte Antikörper Daclizumab.

#### Toxikologie
An Rhesusaffen zeigten Einzeldosen von bis zu 5 mg/kg und Mehrfachdosen von bis zu 24 mg/kg (das mehr als tausendfache der Exposition nach der klinisch empfohlenen Dosis) keine unerwünschten Effekte. In klinischen Studien zeigten 60 mg als Einzeldosis und 150 mg als Mehrfachdosis keine unerwünschten Effekte.

## Sonstige Informationen

### Chemische Informationen
Basiliximab ist ein chimärer (Maus/Mensch) Antikörper vom Typ IgG1, der in Maus-Myelomzellen in Zellkultur hergestellt wird. Das fertige Arzneimittel enthält außerdem als Hilfsstoffe Kaliumdihydrogenphosphat, Natriummonohydrogenphosphat, Natriumchlorid, Saccharose, Mannitol, Glycin und Wasser für Injektionszwecke.

### Geschichtliches
Der Antikörper wurde im Mai 1998 in den USA und im Oktober 1998 in der Europäischen Union zugelassen.

## Handelsnamen und Darreichungsformen
- Simulect